# Aplonis mysolensis
El estornino moluqueño (Aplonis mysolensis) es una especie de ave paseriforme de la familia Sturnidae endémica de las islas del este de Indonesia.

## Descripción
Mide alrededor de 20 cm de largo, incluida su larga cola. El plumaje de los adultos es negro en su totalidad, con cierta irisación verde o violácea. Sus picos y patas también son negros y sus ojos castaños rojizos. En cambio los juveniles tienen las partes superiores pardas y las inferiores veteadas en blanco y pardo.

## Distribución y hábitat
Se encuentra en las selvas y manglares de todas las islas de las Molucas septentrionales además de los archipiélagos colindantes al este (Raja Ampat) y oeste (islas Banggai y Sula).

## Taxonomía
Se reconocen dos subespecies, según un orden filogenético de la lista del Congreso Ornitológico Internacional:
- A. m. mysolensis (Gray, GR, 1862)
- A. m. sulaensis (Sharpe, 1890)